# یوشیرو آبه
یوشیرو آبه (انگلیسی: Yoshiro Abe؛ زادهٔ ۵ ژوئیهٔ ۱۹۸۰) فوتبالیست اهل ژاپن است.
از باشگاه‌هایی که در آن بازی کرده‌است می‌توان به توکیو، کاشیوا ریسول، جوبیلو ایواتا، و ماتسوموتو یاماگا اشاره کرد.